# ヒルトン成田
ヒルトン成田（ヒルトンなりた、英称:Hilton Tokyo Narita Airport）は、千葉県成田市小菅にあるホテルである。

## 概要
国道295号・新空港自動車道沿いの成田インターチェンジ前に位置し、成田国際空港までは約5Kmほどの場所にある。道路を挟んだ東側には成田エクセルホテル東急（東急ホテルズ）、国道295号の反対側にはアートホテル成田（旧・成田ビューホテル）が所在している。

### リーガロイヤルホテル成田
当ホテルは元々、住友グループのロイヤルホテルがバブル時代の1990年に330億円を投じて、1993年10月23日に「リーガロイヤルホテル成田」として開業したものである。運営は子会社の株式会社リーガロイヤルホテル成田が行った。
ロイヤルホテルの自社物件として関東地区に初進出し、高級リゾートホテルとして君臨したが、1999年に連結決算で1500億もの有利子負債を抱える状態となったロイヤルホテルの経営再建が急務となる。そして住友銀行主導による金融支援策の一環として、2001年2月にロイヤルホテルは経営撤退と企業再生ファンドとしては未だ駆け出しであった維新ホスピタリティグループ（イシン・ホテルズ・グループ）への施設保有会社（リーガロイヤルエステート成田）の売却を発表した。
これに伴いリーガロイヤルホテル成田は不動産資産の譲渡損として257億円の特別損失が生じ、上場親会社のロイヤルホテルは2001年3月期の連結決算で280億円の債務超過状態に陥ることから、住友銀行へ債権放棄を要請した。
この時期を挟んで、ホテル経営を舞台とした読売テレビ制作・日本テレビ系のドラマ『シンデレラは眠らない』の「レンブラントホテル東京」としてロケに使われていた。

### ヒルトン成田
維新ホスピタリティは発表通り2001年2月に特別目的会社「イシン・ナリタ・ホールディングス」を通じて僅か80億円で買収し、ロイヤルホテルから2002年3月までのホテル名称使用許諾とリーガロイヤルホテルズとしてマネジメント提携のうえ営業された。その後、当時の維新ホスピタリティ社長の前職で関わりが有ったヒルトンとフランチャイズ契約を締結し、2002年4月1日付けで「ヒルトン成田」へリブランド開業した。
2017年7月12日付けで、ジャパン・ホテル・リート投資法人が当ホテルを取得した。
11室のスイートルームを含む全548室。高速インターネット通信や、3つのレストラン&バーとインターネットカフェ、大小19の宴会場、室内プールなどを完備する。
運営は株式会社ホテルマネージメントジャパンの100%子会社、株式会社ナリタコスゲ・オペレーションズが担う。同じく、株式会社ホテルマネージメントジャパン傘下の、インターナショナルガーデンホテル成田と共同で成田空港から送迎バスが運行されている（所要時間は約15分）。

## アクセス
- 自動車
  - 成田国際空港から約15分
  - 東関東自動車道成田インターチェンジから約5分
  - JR成田駅、京成成田駅から約15分（駐車場350台）

- 無料ホテルシャトルバス
  - JR成田駅東口 － イオンモール成田（一部便のみ） － インターナショナルガーデンホテル成田 － ヒルトン成田
  - 空港第1ターミナル(1階バス停16番) － 空港第2ターミナル(1階バス停26番) － ヒルトン成田 － インターナショナルガーデンホテル成田